# Faille du Levant

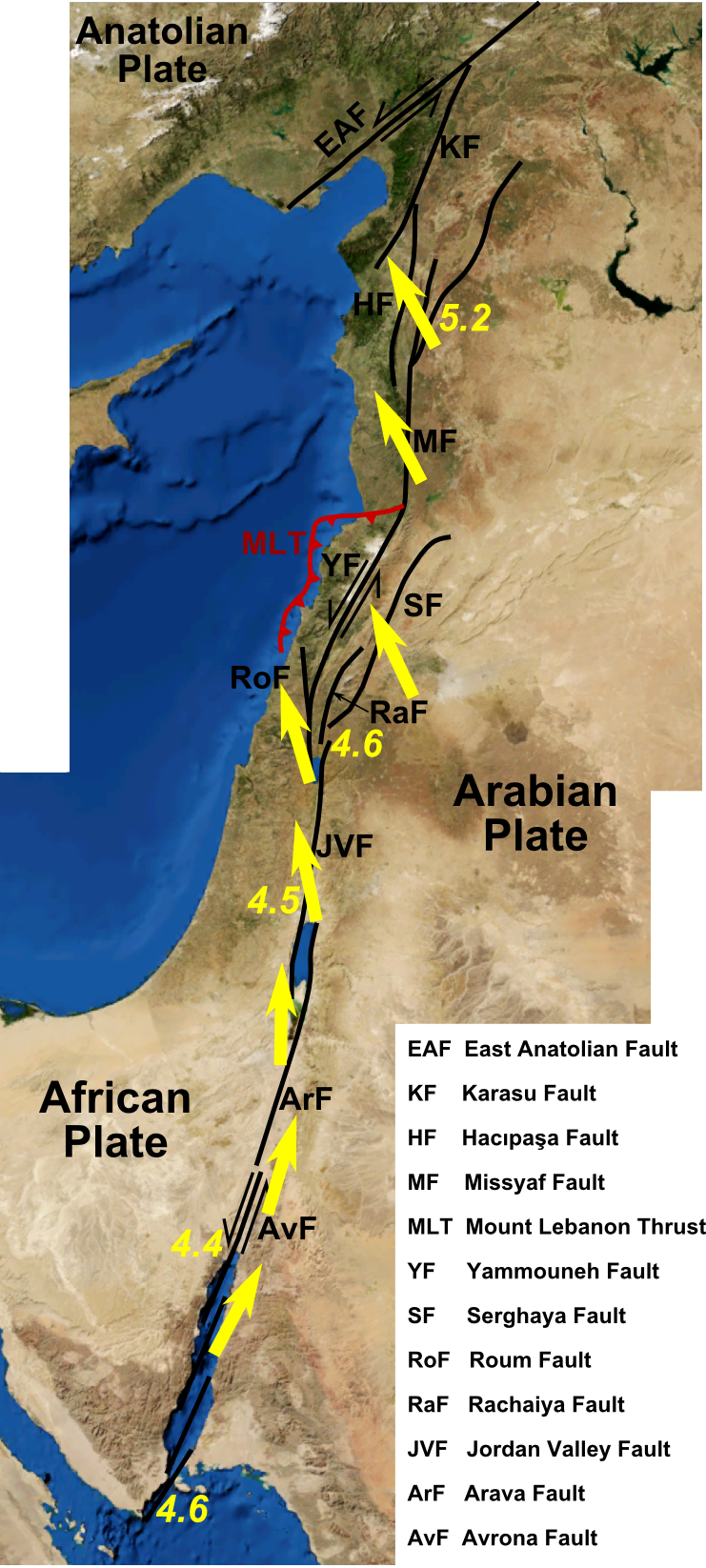
Faille du Levant.

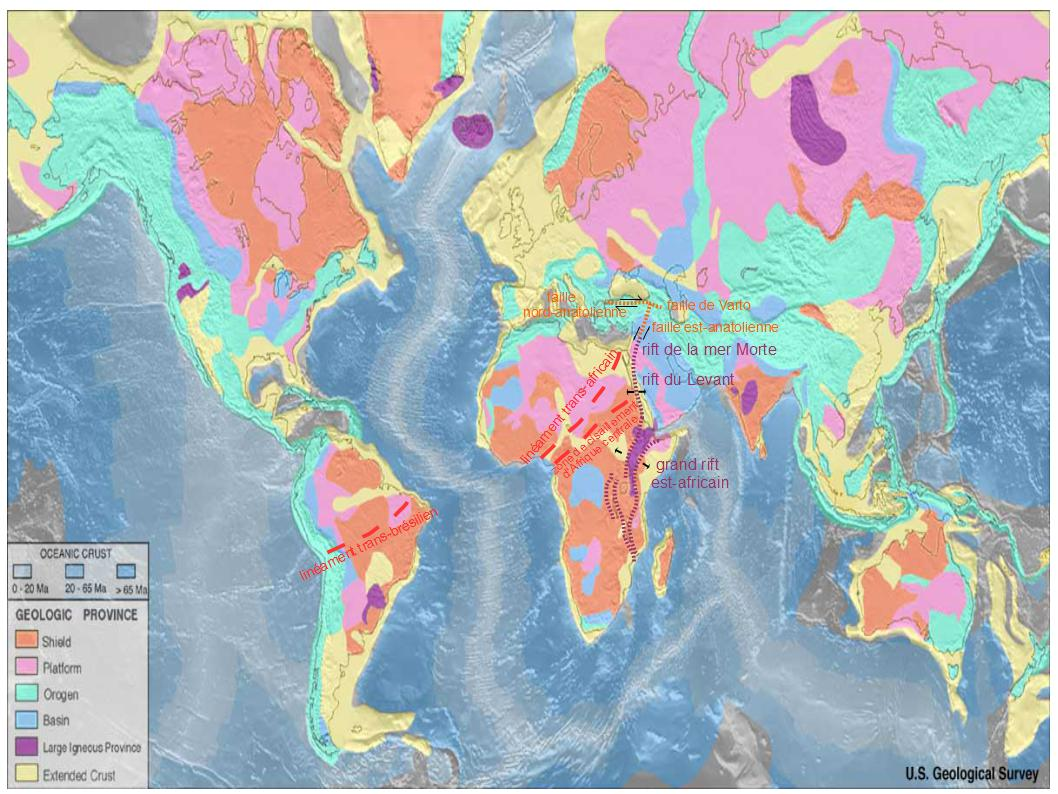
Grande faille afro-arabique sur la carte des provinces géologiques.

La faille du Levant, aussi appelée faille de la mer Morte, est l'une des failles majeures de la Méditerranée orientale. D'une longueur d'environ 1 200 km, elle accommode le déplacement de la plaque arabique vers le nord par rapport à la plaque africaine, qui inclut une partie de la Méditerranée et la côte du Levant, du Sinaï jusqu'à la Syrie.

## Extension
Du Nord au Sud, la faille du Levant est composée de la vallée du Karasu, la vallée de l'Oronte, la plaine de la Bekaa, la vallée du Litani, la vallée du rift du Jourdain (vallée de la Houla, lac de Tibériade, vallée du Jourdain, mer Morte), et du golfe d'Aqaba. Au nord, elle débute à la jonction triple de Karliova.

## Description
C'est une faille décrochante sénestre.

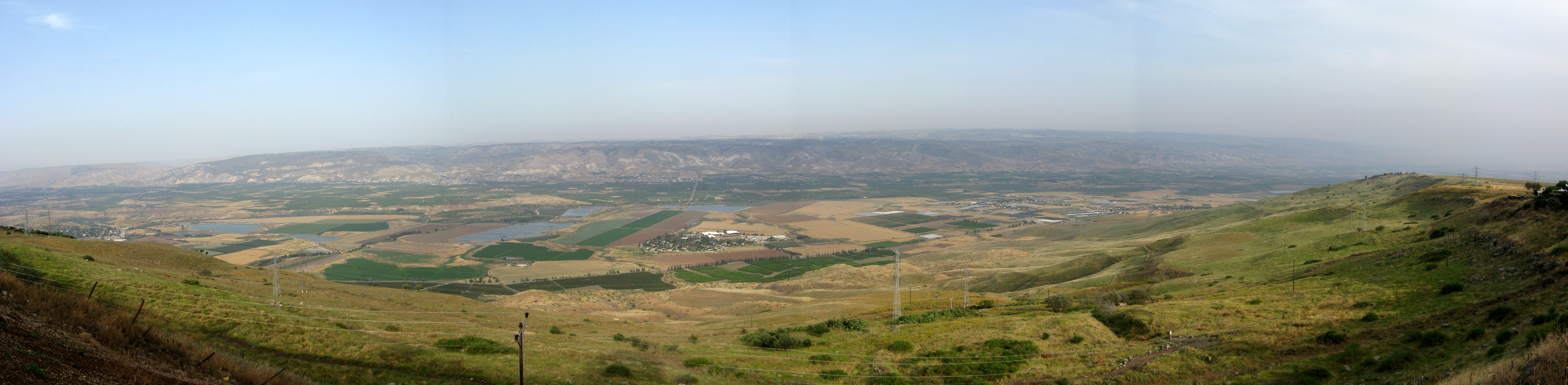
Panorama de la vallée du Jourdain.

## Prolongements
La faille du Levant se prolonge en mer Rouge, puis en Afrique de l'Est, sur une longueur d'environ 6 000 kilomètres du Nord au Sud, et 40  à   60 km de largeur, de la Syrie jusqu'au Mozambique en passant par la mer Rouge et les grands lacs africains. L'association des failles du Levant, de la mer Rouge, et d'Afrique de l'Est forme le système de faille afro-arabique.

## Microplaque Latakia-Tartus
Les données paléosismologiques et GPS indiquent un déplacement de 4 à 6 mm/an dans la partie sud et centrale mais de seulement 2 à 3 mm/an dans la partie nord. La différence a permis l'identification de la microplaque Latakia-Tartus,.